# Yuly Velásquez

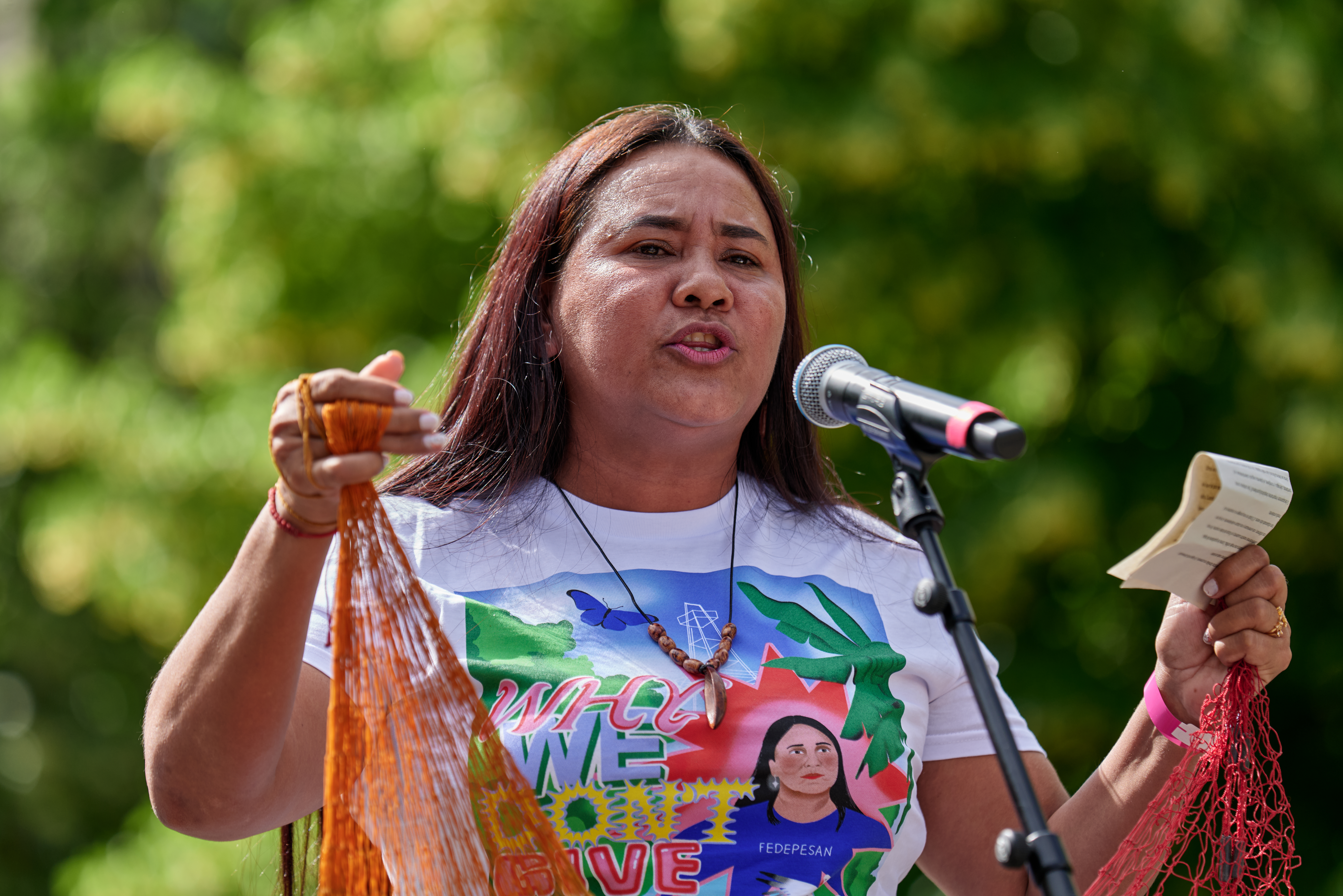
Berlin 2024

Yuly Andrea Velásquez Briceño (* etwa 1986) ist eine kolumbianische Fischerin, Umweltaktivistin und Menschenrechtlerin. Sie und der von ihr mitgegründete Verband Fedepesan, dessen Präsidentin sie ist, erhielten 2024 den Amnesty International Menschenrechtspreis.

## Biografie
Yuly Velásquez wuchs bei ihren Großeltern in einer Fischerfamilie am Río Magdalena in der Nähe von Barrancabermeja auf. Schon als Kind lernte sie die Grundlagen der traditionellen Fischerei und Verantwortung für den Fluss zu tragen. Die Gegend ist durch die Aktivitäten mehrerer Guerillagruppen hoch militarisiert. 1999 wurde ihr fünfjähriger Bruder durch einen Querschläger getötet. 2001 töteten Paramilitärs ihren Stiefvater. 2003 zog Velásquez in ein anderes Dorf, um dort noch als Teenager eine Familie zu gründen. Sie bekam zwei Kinder und arbeitete für den Lebensunterhalt bis 2009 als Fischerin. Danach kehrte sie nach Barrancabermeja zurück und begann an der dortigen Universität ein Studium, dass sie 2014 als Umweltingenieurin abschloss.
Als ein Freund sie bat, einige Fischer bei der Bildung einer Interessensvertretung zu unterstützen, gründete sie ehrenamtlich und als einzige Fau mit 39 Männern die Fischervereinigung Asociación de Pescadores Guardianes de los Espejos de Agua, Flora y Fauna (ASOGEAFF) (Hüter von Gewässern, Flora und Fauna). Da die Behörden kein Interesse an den Anliegen der Fischer zeigten, arbeiteten sie ab 2017 mit anderen Fischereiorganisationen zusammen, um ihren Einfluss zu bündeln. 2019 gründeten sieben Fischereigenossenschaften den Verband Federación de Pescadores Artesanales, ambientales y turísticos de Santander, kurz Fedepesan. Velásquez wurde die Präsidentin und Stimme der Organisation, die sich zu einer zentralen Interessensvertretung der mehr als 2000 Fischerinnen und Fischer der Region und zu einer wichtigen Umweltorganisation in Kolumbien entwickelte.
Aufgrund ihres Engagements war sie bereits ab 2019 mit Drohungen konfrontiert. 2021 wurden sie und ihre Familie in ihrem Haus beschossen und mussten in der Folge den Wohnort wechseln. 2022 wurden im Mai bei einer Bootsfahrt Schüsse auf sie abgegeben. Im Juli desselben Jahres wurde bei einem weiteren Angriff einer ihrer Personenschützer durch einen Schuss im Gesicht verletzt. Amnesty International nahm dies zum Anlass einer Urgent Action, die Aufklärung und besseren Schutz forderte. Nach dem Angriff wurde ihr Schutzprogramm verstärkt und sie wird seither kontinuierlich von zwei staatlichen Personenschützern begleitet.
Velásquez setzt sich auch für eine Stärkung der Frauen ein und organisiert Kongresse für Fischerinnen aus ganz Kolumbien.

## Auszeichnungen und Ehrungen
2024 erhielten Velásquez und Fedepesan den Amnesty International Menschenrechtspreis, der von der deutschen Sektion von Amnesty International vergeben wird. Der Preis wurde von ihr am 4. Juni 2024 in Berlin persönlich entgegengenommen. Sie nutzte die Reise auch für mehrere Treffen und Vorträge zur Arbeit der Organisation.